# Economia del Belgio
L'economia del Belgio è tra le più sviluppate del continente. Si tratta dell'ottava economia dell'Unione europea per Prodotto interno lordo, dopo i vicini Paesi Bassi.

## Storia economica
Il Belgio fu il primo Paese dell'Europa continentale toccato dalla Rivoluzione industriale che aveva avuto inizio nel Regno Unito e per tutto l'Ottocento fu la terza Nazione al mondo per PIL pro-capite dopo il Regno Unito ed i Paesi Bassi. Paese ricco di carbone, materia prima motore della prima Rivoluzione industriale, il Belgio poté anche contare, fino al 1960, anno dell'indipendenza, sulle risorse provenienti dalla sua maggiore colonia, il Congo.

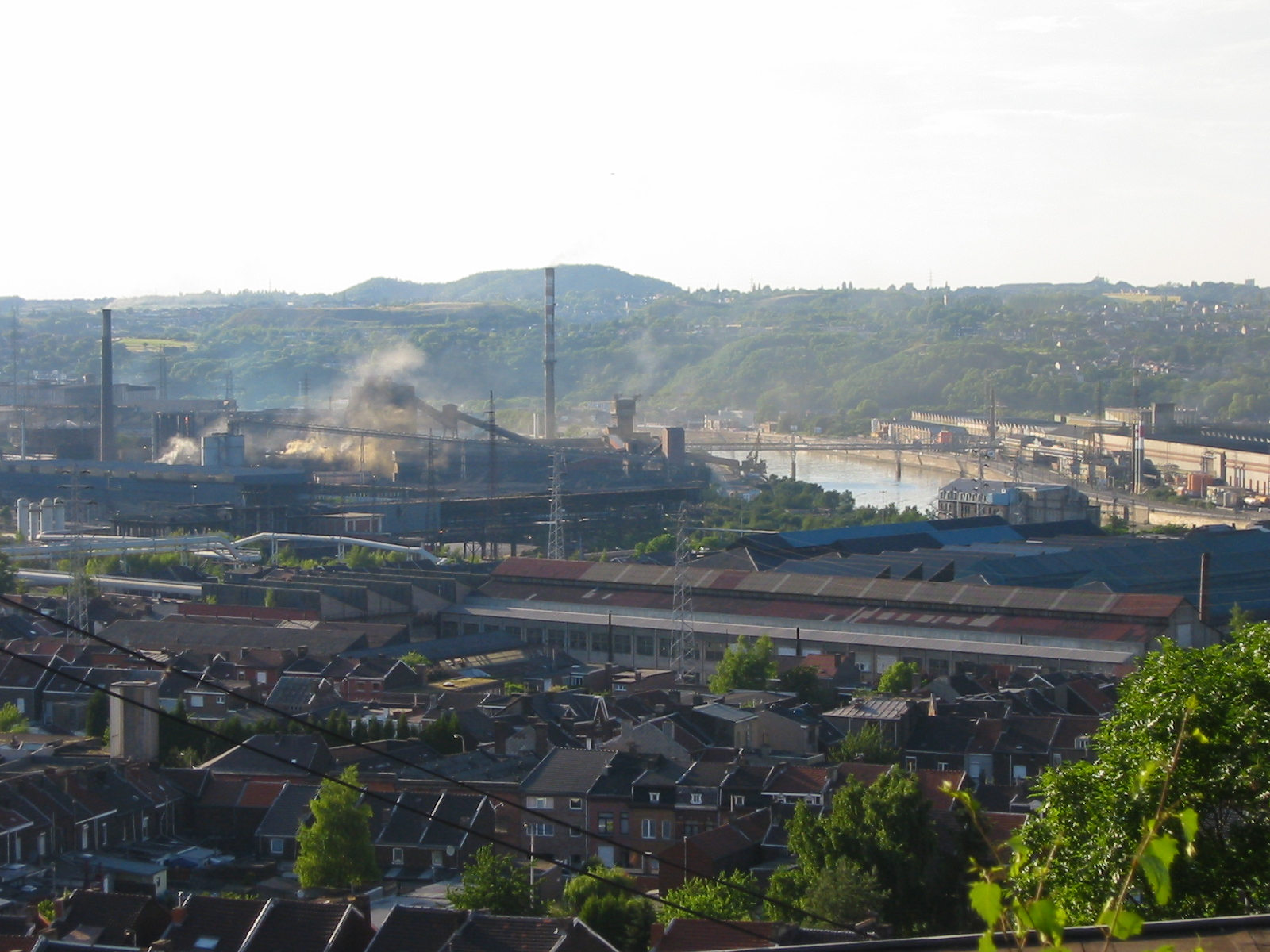
Acciaierie di Ougrée, presso Liegi

Nel corso degli anni Settanta e Ottanta, tuttavia, l'industria pesante su cui poggiava l'economia della Vallonia e dell'intero Belgio è entrata profondamente in crisi, determinando in città come Liegi e Mons un aumento vertiginoso del tasso di disoccupazione. In conseguenza di tale situazione, la regione delle Fiandre, di lingua fiamminga, compì rapidamente il sorpasso economico sulla Vallonia, di lingua francese, che fino ad allora era stata la parte più ricca e sviluppata del Paese. Fu in seguito a questi cambiamenti che si iniziò a mettere in discussione l'assoluta egemonia della comunità francofona nel governo del Belgio. Da allora le regioni trainanti dell'economia nazionale sono rimaste le Fiandre, in particolare il Brabante e l'area di Anversa, oltre a Bruxelles, che ha beneficiato del suo ruolo di capitale e di sede di molte istituzioni legate all'Unione europea.
Durante gli anni Ottanta l'economia belga subì un altro grave arresto, dovuto a un ribasso della domanda per le produzioni tradizionali, un decremento nelle esportazioni e a un forte ritardo nell'attuazione di riforme strutturali indispensabili. Gli anni peggiori furono quelli tra il 1981 e il 1983, quando la crescita economica era praticamente ferma ed il tasso di disoccupazione era intorno al 10-11%. In quegli stessi anni, si registrò un consistente aumento del debito pubblico, che passò dal 74% al 106% del PIL in appena quattro anni. Il piano di emergenza varato nel 1982 dal governo Martens puntò a rilanciare l'economia attraverso la svalutazione dell'8,5% del franco belga, per facilitare il commercio. Già nel 1979, inoltre, il Paese aveva aderito al Sistema monetario europeo. I provvedimenti presi portarono, a partire dal 1984, ad una ripresa della crescita del PIL che si rafforzò ulteriormente negli ultimi anni del decennio. Nel contempo, le industrie fiamminghe si rafforzarono, soprattutto nel campo chimico e dell'alta tecnologia, attirando consistenti flussi di investimenti stranieri.
Una nuova crisi si verificò, come nel resto d'Europa, negli anni 1992-1993, a causa dell'innalzamento dei tassi d'interesse tedeschi. Proprio nel 1993, il Belgio conobbe una recessione, con un decremento del PIL dello 0,69%. Nel corso degli anni Novanta e Duemila, l'economia belga è tornata a crescere a ritmi tra il 2 ed il 4% all'anno, con l'eccezione di un rallentamento, avvenuto in tutto il mondo, negli anni 2001-2003.

## Forza lavoro e disoccupazione
Il Belgio dispone di una forza lavoro di 5 milioni di persone, occupate per la gran parte nel settore dei servizi (73%) ed in misura minore nell'industria (25%), mentre molto pochi sono i lavoratori agricoli (2%), in linea con i principali Paesi dell'Europa occidentale.
Dopo il tasso di disoccupazione record dell'11,5%, raggiunto nel 1982, negli anni successivi la situazione migliorò e la disoccupazione fu riassorbita scendendo al 6,4% nel 1991. Tuttavia, la crisi del biennio successivo portò un nuovo aumento del numero di senza lavoro ed il tasso di disoccupazione aumentò rapidamente fino al 9,8% del 1994 mantenendosi sopra il 9% fino alla fine del decennio, per poi scendere fino al 6,6% nel 2001. Tuttavia, prima la crisi del 2001 e poi quella, ben più grave, del 2009 hanno fatto sì che per tutti gli anni Duemila il tasso di disoccupazione si mantenesse tra il 7% e l'8,5%, un valore significativamente più alto di quello dei confinanti Paesi Bassi e Lussemburgo.

## Commercio internazionale
Nell'economia belga il commercio estero ha un peso molto rilevante. Infatti, importazioni ed esportazioni valgono circa il 120% del Prodotto interno lordo.
Le esportazioni, pari ad oltre 279 miliardi di dollari nel 2010, si concentrano soprattutto nei settori dei macchinari, della chimica, dei diamanti lavorati, dei prodotti metallici e dell'alimentare. I principali mercati di esportazioni sono i Paesi confinanti: Germania (19,6%), Francia (17,7%) e Paesi Bassi (11,8%).
Tra le importazioni, del valore di quasi 282 miliardi di dollari nel 2010, spiccano quelle di materie prime, petrolio, diamanti grezzi, ma anche prodotti chimici, macchinari, prodotti farmaceutici e alimentari. I luoghi di origine dei prodotti importati sono, in misura maggiore, Paesi Bassi (17,9%), Germania (17,1%) e Francia (11,7%).
Nel 2010 il Belgio ha registrato un leggero surplus delle partite correnti pari all'1,2% del PIL. Storicamente, le partite correnti sono state in avanzo a partire dal 1985, in misura crescente fino al 1999, quando l'avanzo toccò il 7,9% del PIL. Negli anni successivi, invece, l'entità del surplus corrente è andata diminuendo pressoché costante e nel 2008 si è addirittura registrato un disavanzo.

## Finanza pubblica
Nel corso degli anni Ottanta, il Belgio aveva accumulato un consistente debito pubblico, che era passato dal 74% del PIL del 1980 a ben il 126% del 1990, raggiungendo il suo massimo nel 1993 (133% del PIL). Negli anni successivi, tuttavia, per rispettare i parametri imposti dal Trattato di Maastricht (1992) per l'adesione all'euro, i Governi intrapresero una decisa e prolungata politica di riduzione del debito pubblico, che infatti scese costantemente fino all'84% nel 2007. Durante la crisi del 2008-2009, il debito pubblico è tornato ad aumentare, come accaduto in quasi tutti i Paesi europei, ma in maniera più limitata che altrove (nel 2010 è stato pari al 97% del PIL).

## Inflazione
Come nella gran parte dei Paesi europei, anche per il Belgio gli anni ottanta cominciarono con elevati tassi di inflazione, culminati nel +8,7% registrato nel 1982. Rispetto ad altri Paesi, tuttavia, il processo di disinflazione fu più rapido: già nel 1986 il tasso di inflazione era sotto il 2% (1,3%). Tra il 1986 ed il 2007, il tasso medio annuo di variazione dei prezzi è stato del 2%. Dopo l'accelerazione del 2008 (4,5%) e la brusca frenata del 2009 (-0,01%), dovute alla crisi economica mondiale, il tasso di inflazione è tornato sui livelli storici nel biennio successivo.

## Disparità regionali
In Belgio vi è un'accentuata disparità fra la regione delle Fiandre e quella della Vallonia, sia in termini di PIL pro capite sia in termini di tasso di disoccupazione.
| Divisione amministrativa | PIL p/c € (2008) | Disoc. % (2009) |
| Bruxelles-Capitale       | 60.600           | 15,7%           |
| ------------------------ | ---------------- | --------------- |
| Anversa                  | 37.800           | 5,7%            |
| Limburgo                 | 27.000           | 5,4%            |
| Fiandre Orientali        | 28.900           | 4,2%            |
| Brabante Fiammingo       | 33.800           | 4,9%            |
| Fiandre Occidentali      | 30.400           | 4,3%            |
| Fiandre                  | 32.200           | 4,9%            |
| Brabante Vallone         | 32.500           | 6,9%            |
| Hainaut                  | 21.300           | 13,2%           |
| Liegi                    | 24.000           | 12,1%           |
| Lussemburgo              | 21.400           | 7,4%            |
| Namur                    | 22.500           | 9,4%            |
| Vallonia                 | 23.500           | 11,2%           |
| Belgio                   | 32.200           | 7,9%            |